# Волтер Тјуксбери
Волтер Бирдсли Тјуксбери (енгл. Walter Beardsley Tewksbury; Ешли 21. март 1876 — Тонханок 24. април 1968) био је амерички атлетичар. Такмичио се у спринтерским дисциплинама. На Олимпјским играма 1900., освојио је пет медаља, од чега две златне.
Тјуксбери је студирао стоматологију на Универзитету у Пенсилванији, где је дипломирао 1899. године, У току студурања такмичио се за универутетсјки тим и освојио 2 титуле на 110 и 220 јарди 1898. и 1899. године.
После дипломирања одлучио је да иде на Летње олимпијске игре 1900. у Париз. Такмичио се у 5 дисциплина и у свима је освајао медаље. Имао је јаку конкуренцију, нарочио колегу са универзитета Алвина Кренцлајна. У трци на 100 метара у полуфиналу изједначио је светски рекорд 10,08, али је у финалу заузео друго место иза земљака Френка Џарвиса. Истог дана 15. јуна, прво је у финалу трке на 60 метара изгубио златну медаљу од Алвин Кренцлајна, да би касније у финалу трке на 400 метара са препонама победио и поставио олимпијски рекорд (57,6)
У финалу на 200 м са препонама, био је трећи (победио је Кренцлајн|), а на 200 метара победио је Тјуксбери испред Нормана Причарда из Индије и опет оборио олимпијски рекорд (22,2).
Заједно са Ирвингом Бакстером били су најуспешнији такмичари на Олимпијским играма 1908. (рачунајући све спортове) са по 5 освојених медаља. Од њих двојице успешнији је Бакстер са 2 златне и 3 сребрне медаље.